# Euphorbia irgisensis
Euphorbia irgisensis là một loài thực vật có hoa trong họ Đại kích. Loài này được Litv. mô tả khoa học đầu tiên năm 1916.